# Huisnaam
Een huisnaam is de naam van een huis of boerderij. Grote landhuizen of kastelen hebben allemaal een eigen naam. In sommige streken van het land, zoals in het oosten van Nederland, hebben alle boerderijen ook een naam. 
Die namen staan soms op de boerderij, maar vaak ook niet. Iedereen in de streek weet wel hoe het huis heet. Die huisnamen spelen in sommige delen van de Achterhoek en Twente in het dagelijks leven een belangrijke rol omdat de mensen zich laten noemen naar de huisnaam. De achternaam wordt in meer formele situaties gebruikt, zoals op school of wanneer men met vreemden in contact komt. 
Die huisnamen zijn vaak eeuwenoud. Wanneer men verhuist, gebruikt men de naam van het nieuwe huis. Door verhuizingen en huwelijken in de loop der eeuwen is de achternaam vaak anders dan de huisnaam. Zo kan het voorkomen dat mensen die als achternaam Wilmink hebben, zich in de streek laten noemen als Amptink omdat hun huis zo heet.
Vooral in het buitenland zoals in Spanje zie je steeds vaker huisen met een naam, mede om de herkenbaarheid te verhogen van bijvoorbeeld een B&B of Prive Villa.